# Agrostis berlandieri
Agrostis berlandieri är en gräsart som beskrevs av Eugène Pierre Nicolas Fournier och William Botting Hemsley. Agrostis berlandieri ingår i släktet ven, och familjen gräs. Inga underarter finns listade i Catalogue of Life.